# Rio Bărâcea
O Rio Bărâcea é um rio da Romênia afluente do Rio Vedea, localizado no distrito de Teleorman.